# Now We Are Six
Now We Are Six is een poëzieboek voor kinderen uit 1927, geschreven door A.A. Milne en geïllustreerd door E.H. Shepard. 
Het vormt de opvolger van Milne's eerdere verzameling kindergedichten, When We Were Very Young, dat voor het eerst werd gepubliceerd in 1924. Deze bundel omvat in totaal vijfendertig verzen, waarvan elf gedichten geïllustreerd zijn met tekeningen van Winnie de Poeh. 
De Nederlandse vertaling Nu we al zes zijn (Amsterdam Ploegsma, 1974) werd verzorgd door Nannie Kuiper.

## Gedichten
- Solitude
- King John's Christmas
- Busy
- Sneezles
- Binker
- Cherry Stones
- The Knight Whose Armour Didn't Squeak
- Buttercup Days
- The Charcoal-Burner
- Us Two
- The Old Sailor
- The Engineer
- Journey's End
- Furry Bear
- Forgiven
- The Emperor's Rhyme
- Knight-in-Armour
- Come Out with Me
- Down by the Pond
- The Little Black Hen
- The Friend
- The Good Little Girl
- A Thought
- King Hilary and The Beggarman
- Swing Song
- Explained
- Twice Times
- The Morning Walk
- Cradle Song
- Waiting at The Window
- Pinkle Purr
- Wind on the Hill
- Forgotten
- In the Dark
- The End